# James Strudwick Smith
James Strudwick Smith (* 8. September 1787 bei Hillsboro, North Carolina; † 7. Dezember 1852 bei Chapel Hill, North Carolina) war ein US-amerikanischer Politiker. Zwischen 1817 und 1821 vertrat er den Bundesstaat North Carolina im US-Repräsentantenhaus.

## Werdegang
James Smith besuchte zunächst eine Privatschule und absolvierte danach die Hillsboro Academy. Nach einem anschließenden Medizinstudium am Jefferson Medical College in Philadelphia und seiner 1818 erfolgten Zulassung als Arzt begann er im Orange County in diesem Beruf zu arbeiten.
Politisch war Smith Mitglied der Demokratisch-Republikanischen Partei. Bei den Kongresswahlen des Jahres 1816 wurde er im achten Wahlbezirk von North Carolina in das US-Repräsentantenhaus in Washington, D.C. gewählt, wo er am 4. März 1817 die Nachfolge von Samuel Dickens antrat. Nach einer Wiederwahl konnte er bis zum 3. März 1821 zwei Legislaturperioden im Kongress absolvieren. Ab 1819 war er Vorsitzender des Committee on Accounts.
1820 wurde Smith von seiner Partei nicht mehr zur Wiederwahl nominiert. In den folgenden Jahren praktizierte er wieder als Arzt. Zwischen 1821 und 1822 saß er als Abgeordneter im Repräsentantenhaus von North Carolina. Im Jahr 1835 war er Delegierter auf einer Versammlung zur Überarbeitung der Staatsverfassung. James Smith starb am 7. Dezember 1852 nahe Chapel Hill.